# Церова (Горњи Милановац)
Церова је насеље у Србији у општини Горњи Милановац у Моравичком округу. Према попису из 2022. било је 49 становника. Удаљено је 16 км од Горњег Милановца. Налази се у правцу ка Љигу, у подножју планине Рудник, на надморској висини од 290 до 460 м и захвата површину од 556 ха.
Ово село је некада припадало општини и школи у Шилопају. До 1939. године припадало је парохији цркве у суседном селу Заграђе, а касније парохији цркве у Шилопају. Сеоска слава је Бела среда по Тројицама.
Овде се налазе Стари споменици на сеоском гробљу у Церови.

## Историја
Село Церова је постојало још у средњовековној Србији. Становништво се једним делом иселило пред најездом Турака. Део становништва се у 18. веку доселио из Старог Влаха и населио у атару села. Церова је наводно добила име по церовој шуми које је било доста на подручју овог села. Нема поузданих података о називима села пре ослобођења од Турака.
У ратовима у периоду од 1912. до 1918. године село је дало 110 ратника. Погинуло их је 51 а 59 је преживело.

## Демографија
У пописима село је 1910. године имало 461 становника, 1921. године 370, а 2002. године тај број је спао на 112.
У насељу Церова живи 106 пунолетних становника, а просечна старост становништва износи 55,2 година (54,3 код мушкараца и 56,1 код жена). У насељу има 48 домаћинстава, а просечан број чланова по домаћинству је 2,33.
Ово насеље је у потпуности насељено Србима (према попису из 2002. године), а у последња три пописа, примећен је пад у броју становника.
|  |

| Демографија | Демографија | Демографија |
| Година      | Становника  | Становника  |
| ----------- | ----------- | ----------- |
| 1948.       | 438         |             |
| 1953.       | 417         |             |
| 1961.       | 346         |             |
| 1971.       | 305         |             |
| 1981.       | 230         |             |
| 1991.       | 173         | 162         |
| 2002.       | 112         | 112         |
| 2011.       | 71          |             |

| Етнички састав према попису из 2002.‍ | Етнички састав према попису из 2002.‍ | Етнички састав према попису из 2002.‍ | Етнички састав према попису из 2002.‍ | Етнички састав према попису из 2002.‍ |
| ------------------------------------ | ------------------------------------ | ------------------------------------ | ------------------------------------ | ------------------------------------ |
|                                      |                                      |                                      |                                      |                                      |
| Срби                                 | Срби                                 |                                      | 112                                  | 100,0%                               |
| непознато                            | непознато                            |                                      | 0                                    | 0,0%                                 |

| Година пописа     | 1948. | 1953. | 1961. | 1971. | 1981. | 1991. | 2002. |
| ----------------- | ----- | ----- | ----- | ----- | ----- | ----- | ----- |
| Број домаћинстава | 86    | 86    | 89    | 81    | 75    | 67    | 48    |

| Број чланова      | 1  | 2  | 3 | 4 | 5 | 6 | 7 | 8 | 9 | 10 и више | Просек |
| ----------------- | -- | -- | - | - | - | - | - | - | - | --------- | ------ |
| Број домаћинстава | 15 | 16 | 9 | 5 | 0 | 3 | 0 | 0 | 0 | 0         | 2,33   |

| Пол    | Укупно | Неожењен/Неудата | Ожењен/Удата | Удовац/Удовица | Разведен/Разведена | Непознато |
| ------ | ------ | ---------------- | ------------ | -------------- | ------------------ | --------- |
| Мушки  | 50     | 10               | 36           | 4              | 0                  | 0         |
| Женски | 56     | 5                | 36           | 15             | 0                  | 0         |
| УКУПНО | 106    | 15               | 72           | 19             | 0                  | 0         |

| Пол    | Укупно                    | Пољопривреда, лов и шумарство | Рибарство                            | Вађење руде и камена | Прерађивачка индустрија       |
| ------ | ------------------------- | ----------------------------- | ------------------------------------ | -------------------- | ----------------------------- |
| Мушки  | 30                        | 23                            | 0                                    | 1                    | 1                             |
| Женски | 19                        | 17                            | 0                                    | 0                    | 0                             |
| УКУПНО | 49                        | 40                            | 0                                    | 1                    | 1                             |
| Пол    | Производња и снабдевање   | Грађевинарство                | Трговина                             | Хотели и ресторани   | Саобраћај, складиштење и везе |
| Мушки  | 0                         | 3                             | 0                                    | 0                    | 1                             |
| Женски | 0                         | 0                             | 1                                    | 0                    | 1                             |
| УКУПНО | 0                         | 3                             | 1                                    | 0                    | 2                             |
| Пол    | Финансијско посредовање   | Некретнине                    | Државна управа и одбрана             | Образовање           | Здравствени и социјални рад   |
| Мушки  | 0                         | 1                             | 0                                    | 0                    | 0                             |
| Женски | 0                         | 0                             | 0                                    | 0                    | 0                             |
| УКУПНО | 0                         | 1                             | 0                                    | 0                    | 0                             |
| Пол    | Остале услужне активности | Приватна домаћинства          | Екстериторијалне организације и тела | Непознато            | Непознато                     |
| Мушки  | 0                         | 0                             | 0                                    | 0                    | 0                             |
| Женски | 0                         | 0                             | 0                                    | 0                    | 0                             |
| УКУПНО | 0                         | 0                             | 0                                    | 0                    | 0                             |